# Andrew Lee Potts
 (mai 2020).
Si vous disposez d'ouvrages ou d'articles de référence ou si vous connaissez des sites web de qualité traitant du thème abordé ici, merci de compléter l'article en donnant les références utiles à sa vérifiabilité et en les liant à la section « Notes et références ».
Andrew-Lee Potts (né le 29 octobre 1979 à Bradford, dans le Yorkshire de l'Ouest) est un acteur anglais.

## Biographie
Andrew-Lee Potts est le fils d'Alan et Susan Potts. Sa sœur aînée, Sarah-Jane Potts, est également actrice. Il étudie le théâtre à Leeds, à la Performing Arts School, avant de quitter l'école à 16 ans pour se consacrer à sa carrière.

## Carrière
Potts commence sa carrière au Musical Theatre. Il figure par la suite dans plusieurs productions anglaises, notamment Heartbeat, Daziel and Pascoe, Strange, Dead Fish ou Taggart ; avant d'enchaîner sur Chambre 1408 de Mikael Håfström, adapté de la nouvelle de Stephen King.
Il apparaît en invité dans la mini-série télévisée de Steven Spielberg, Frères d'armes.
Il est révélé en 2007 par le rôle de Connor Temple dans la série de science-fiction Nick Cutter et les Portes du temps. Diffusée sur ITV, la série comptera cinq saisons. Outre Potts, la distribution principale comporte Hannah Spearritt et Ben Miller. Son personnage fait son retour dans la série dérivée, Un nouveau monde, lors du pilote et de l'épisode final.
En parallèle, il rejoint le casting de Alice, une adaptation moderne du récit de Lewis Carroll dans laquelle il incarne le Chapelier Fou. Cette mini-série canadienne s'oriente davantage vers la dystopie. Elle connaît de bonnes audiences ainsi qu'une réception critique globalement positive, notamment des articles élogieux du Boston Herald, de TV.com ou du New York Daily News.

## Vie privée
Entre 2007 et 2013, Andrew-Lee Potts a vécu avec sa partenaire de Nick Cutter et les Portes du Temps, Hannah Spearrit.
Le 20 août 2014, il se marie avec la chanteuse anglaise Mariama Goodman.

## Filmographie
| Année       | Œuvre                                  | Rôle                     | Notes                               |
| ----------- | -------------------------------------- | ------------------------ | ----------------------------------- |
| 1989        | Children's Ward                        | Scott                    | Série télévisée                     |
| 1992        | WYSIWYG                                | Philip                   | Série télévisée                     |
| 1993        | Heartbeat                              | Roger Platt              | Série télévisée (1 épisode)         |
| 1995        | The Biz                                | Leo                      | Série télévisée                     |
| 1997        | Hetty Wainthropp Investigates          | Shane Broderick          | Série télévisée (1 épisode)         |
| 1998        | Lost in France                         | Craig                    | Court métrage de télévision         |
| 1999        | Sunburn                                | Darren Priestley         | Série télévisée (1 épisode)         |
| 1999        | Dalziel and Pascoe                     | Nicholas Richmond        | Série télévisée (1 épisode)         |
| 1999        | Rage                                   | B–Boy à l'éléphant       |                                     |
| 2000        | Un été pour tout vivre                 | Jake                     |                                     |
| 2000        | Anchor Me                              | Mikey Carter             | Téléfilm                            |
| 2001        | The Bunker                             | Soldat Neumann           |                                     |
| 2001        | Frères d'armes                         | Soldat Eugene Jackson    | Mini-série (1 épisode)              |
| 2002        | High Speed                             | Rafael                   |                                     |
| 2002        | The Ride                               | Rafael                   |                                     |
| 2002        | Seuls au bout du monde                 | Jacob Robinson           | Téléfilm                            |
| 2002        | Night Flight                           | Tommy Atwell             | Téléfilm                            |
| 2002        | The American Embassy                   | Tom Hobert               | Série télévisée (1 épisode)         |
| 2003        | Buried                                 | Henry Curtis             | Série télévisée (2 épisodes)        |
| 2003        | The Poet                               | Rick                     |                                     |
| 2003        | Strange                                | Toby                     | Série télévisée (6 episodes)        |
| 2003        | Légions : Les Guerriers de Rome        | Néron                    |                                     |
| 2003        | Absolute Power                         | Jimmy Bart               | Série télévisée (1 épisode)         |
| 2003        | Foyle's War                            | Dan Parker               | Série télévisée (1 épisode)         |
| 2004        | Fat Friends                            | Jonathan Chadwick        | Série télévisée (2 épisodes)        |
| 2004        | Rose and Maloney                       | Daniel Berrington        | Série télévisée (1 épisode)         |
| 2004        | Danger Avalanche                       | Jock                     | Direct-to-vidéo                     |
| 2005        | Rude Awakenings                        | Jake                     | Court-métrage                       |
| 2005        | Twisted Tales                          | Joey                     | Série télévisée (1 épisode)         |
| 2005        | Dead Fish                              | Abe Klein                |                                     |
| 2005        | Dipper                                 | The Dipper               | Court-métrage                       |
| 2005        | Ideal                                  | Lee                      | Série télévisée (17 épisodes)       |
| 2006        | Taggart                                | Samuel Buckland          | Série télévisée (1 épisode)         |
| 2006        | Caffeine                               | Mike                     |                                     |
| 2006        | Trial & Retribution                    | Michael Summerby         | Série télévisée (2 épisodes)        |
| 2007        | Popcorn                                | Kris                     |                                     |
| 2007        | Chambre 1408                           | Mailbox Guy              |                                     |
| 2007        | Cold Blood                             | Jed Cooper               | Série télévisée (1 épisode)         |
| 2007        | Return to House on Haunted Hill        | Kyle                     | Direct-to-video                     |
| 2007        | Nick Cutter et les Portes du temps     | Connor Temple            | Série télévisée (casting principal) |
| 2008        | Heart of a Dragon                      | Don                      |                                     |
| 2008        | Freakdog                               | Kenneth                  |                                     |
| 2009        | Inspector George Gently                | Jimmy Cochran            | Série télévisée (1 épisode)         |
| 2009        | Alice                                  | Le Chapelier Fou / David | Mini-série                          |
| 2010        | A Passionate Woman                     | Mark                     | Série télévisée (1 épisode)         |
| 2011        | Doc Martin                             | Michael                  | Série télévisée (1 épisode)         |
| 2012 / 2013 | Les Portes du temps : Un nouveau monde | Connor Temple            | Série télévisée (2 épisodes)        |
| 2012        | Vampyre Nation                         | Johnny Harker            | Film original SyFy                  |
| 2013        | By Any Means                           | Thomas Tomkins           | Série télévisée                     |
| 2013        | Dracula                                | Gabriel Hood             | Série télévisée (1 épisode)         |
| 2014        | The Mill                               | William Greg             | Série télévisée                     |
| 2014        | Wireless                               | Jacob Crow               | Web série                           |
| 2015        | Inspecteur Barnaby                     | Gideon Latimer           | Série télévisée (1 épisode)         |
| 2016        | Stan Lee's Lucky Man                   | Tim Larson               | Série télévisée                     |
| 2016        | House of Salem                         | Mr.Downing               | Film                                |
| 2017        | The Hatching                           | Tim                      | Film                                |
| 2018        | Chestersberg                           | DCI Waits                | Film                                |
| 2018        | The Innocents                          | Shane                    | Série télévisée (1 épisode)         |
| 2018        | Chimera                                | Barnes                   | Film                                |
| 2018        | Eve                                    | Liam Carroll             | Film                                |
| 2019        | The Crown                              | Michael Collins          | Série télévisée (1 épisode)         |
| 2019        | Homeless Ashes                         | PJ                       | Film                                |
| 2019        | Red Claw Way                           | Bark                     |                                     |